# Vriend van verdienste
Vriend van verdienste is een psychologische thriller van Thomas Rosenboom uit 1985 van de uitgeverij Querido. Het verhaal is gebaseerd op de Baarnse moordzaak in de jaren zestig van de 20e eeuw. De roman gaat over de moord op Theo Altink (in werkelijkheid Theo Mastwijk) die door de miljonairszoons Pieter en Otto van Hal (de gebroeders Henny) en hun vriend Freddie (Hennie Werkhoven) wordt vermoord. De afloop van het boek is wel wezenlijk anders dan de ware feiten.
Vriend van verdienste verscheen in 1994 in Duitsland als Eine teure Freundschaft bij Suhrkamp Verlag, Frankfurt am Main.

## Synopsis
De hoofdfiguur, Theo, is een jongen van 16 die tracht door dienstbaarheid de vriendschap te verwerven van een oudere jongen van betere komaf. Dit leidt tot een machtsspel. Het boek is gebaseerd op De Baarnse moordzaak, waarin drie jongens, onder wie twee rijkeluiszoontjes, veroordeeld werden wegens moord op een jongen die te veel over hen wist. Het boek belicht de spanning van de ontvoering en de gevangenschap van het slachtoffer op een zolderkamer.

## Recensies
- Thomas Verbogt in de Arnhemse Courant: "Vriend van verdienste is een beangstigend fraai boek."
- Wam de Moor in De Tijd: "Een roman die behoort tot het allerbeste dat er in 1985 is geschreven."
- Aad Nuis in de Volkskrant: "De voornaamste kracht van het boek is een merkwaardige, slaapwandelende trefzekerheid, die je bijvoorbeeld ook in het vroege werk van Reve vindt."
- Adriaan Morriën in Vrij Nederland. "Wat Rosenbooms stilistische vaardigheden betreft, kan men zeggen dat zijn taalgebruik zich nu al kan meten met dat van het beste proza dat mij na de oorlog in ons land onder ogen is gekomen."